# Westcott Motor Car Company
Die Westcott Motor Car Company war ein US-amerikanischer Automobilhersteller, der von 1909 bis 1916 in Richmond (Indiana) und von 1916 bis 1925 in Springfield (Ohio) ansässig war.

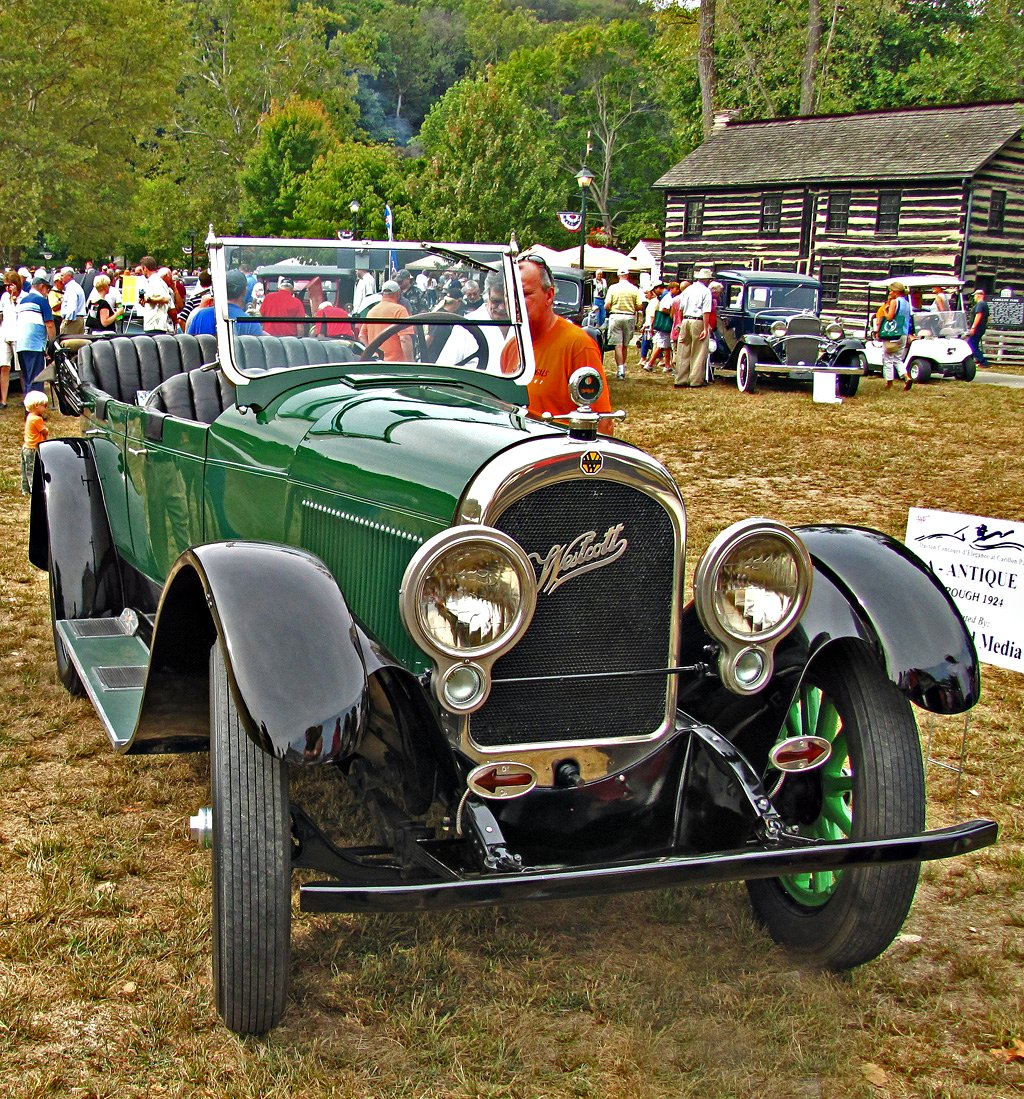
1920 Wescott

## Geschichte
Gegründet wurde sie als Westcott Carriage Company 1896 von Burton J. Westcott. Die Firma stellte Fuhrwerke her. 1909 entschied sich Westcott, ins Automobilgeschäft einzusteigen, baute in diesem Jahr aber nur einen offenen „Motor Buggy“. Ab 1910 entstanden dann Roadster und Tourenwagen mit Vierzylindermotoren von der Rutenber Motor Company. Eine andere Quelle gibt an, dass die Motoren von der Continental Motors Company stammten. Drei komplette Autos wurden pro Tag gebaut und die Lieferzeit betrug sechs Monate. 1911 nahm ein Westcott am Indianapolis-500-Rennen teil, schied aber wegen eines Unfalls aus.
1913 brachte die Firma ihr erstes Sechszylindermodell heraus, ab 1916 wurden nur noch Sechszylinder mit Continental-Motoren gebaut. Im gleichen Jahr zog Westcott nach Springfield (Ohio) in die größeren Gebäude der ehemaligen American Seeding Machine Company um. 1920 wurden so viele Westcott-Automobile gebaut wie vorher oder danach, 1850 Stück in einem Jahr. 1921 wurde Burton Westcott zum Bürgermeister der Stadt gewählt.  Der Westcott wurde als „The Car with the Longer Life“ (dt.: „Das Auto, das länger lebt“) angepriesen. 1923 brachte die Gesellschaft ein Auto namens „The Closure“ heraus, ein Tourenwagen, dessen stabile seitliche Bleche im Sommer entfernt werden konnten. Im Folgejahr wurden Vierradbremsen in die Serie eingeführt.
Im Januar 1925 war die Firma zahlungsunfähig und musste Konkurs anmelden. Zwar überstieg der Firmenwert die Schuldensumme, aber Westcott konnte die Schulden von US$ 825.000,– nicht mehr bezahlen. Im Januar 1926 verstarb Burton Westcott.
Burton Westcott war auch Kunde des Architekten Frank Lloyd Wright, der ihm ein Haus im Prairiestil entwarf. Dieses Westcott House in Springfield (Ohio) wird seit 2004 renoviert.

## Modelle
| Modell      | Bauzeitraum | Zylinder | Leistung               | Radstand | Aufbauten                                                                 |
| ----------- | ----------- | -------- | ---------------------- | -------- | ------------------------------------------------------------------------- |
| Motor Buggy | 1909        | 1        |                        |          | Runabout 2 Sitze                                                          |
| F           | 1910        | 4 Reihe  | 40 bhp (29 kW)         | 2845 mm  | Roadster 2 Sitze, Tourenwagen 5 Sitze                                     |
| S           | 1911        | 4 Reihe  | 45 bhp (33 kW)         | 3099 mm  | Tourenwagen 5 Sitze                                                       |
| R           | 1911        | 4 Reihe  | 45 bhp (33 kW)         | 3099 mm  | Tourenwagen 7 Sitze                                                       |
| U           | 1911        | 4 Reihe  | 45 bhp (33 kW)         | 3099 mm  | Roadster 2 Sitze                                                          |
| K           | 1912        | 4 Reihe  | 40 bhp (29 kW)         | 3048 mm  | Tourenwagen 5 Sitze                                                       |
| L           | 1912        | 4 Reihe  | 40 bhp (29 kW)         | 3048 mm  | Torpedo 5 Sitze                                                           |
| M           | 1912        | 4 Reihe  | 40 bhp (29 kW)         | 3048 mm  | Speedster 2 Sitze                                                         |
| R           | 1912        | 4 Reihe  | 50 bhp (37 kW)         | 3048 mm  | Tourenwagen 7 Sitze                                                       |
| 4–40        | 1913–1914   | 4 Reihe  | 40 bhp (29 kW)         | 3048 mm  | Roadster 2 Sitze, Torpedo 4 Sitze, Tourenwagen 4/5 Sitze                  |
| 6–50        | 1913–1914   | 6 Reihe  | 50 bhp (37 kW)         | 3251 mm  | Roadster 2 Sitze, Tourenwagen 5/7 Sitze                                   |
| O           | 1915        | 4 Reihe  | 35 bhp (26 kW)         | 2870 mm  | Runabout 2 Sitze, Roadster 3 Sitze, Tourenwagen 5 Sitze                   |
| U           | 1915        | 6 Reihe  | 50 bhp (37 kW)         | 3175 mm  | Roadster 2 Sitze, Tourenwagen 6 Sitze                                     |
| 41          | 1916        | 6 Reihe  | 40 bhp (29 kW)         | 3073 mm  | Roadster 3 Sitze, Tourenwagen 5 Sitze, Cabriolet 2 Türen                  |
| 42          | 1916        | 6 Reihe  | 42 bhp (31 kW)         | 3073 mm  | Roadster 3 Sitze, Tourenwagen 5 Sitze, Cabriolet 2 Türen                  |
| 51          | 1916        | 6 Reihe  | 50 bhp (37 kW)         | 3200 mm  | Roadster 3 Sitze, Tourenwagen 7 Sitze, Limousine 4 Türen                  |
| 17          | 1917        | 6 Reihe  | 50 bhp (37 kW)         | 3200 mm  | Roadster 4 Sitze, Tourenwagen 5/7 Sitze, Limousine 4 Türen                |
| 18          | 1918        | 6 Reihe  | 50 bhp (37 kW)         | 3200 mm  | Roadster 4 Sitze, Tourenwagen 5/7 Sitze, Coupé 2 Türen, Cabriolet 4 Türen |
| 19          | 1919        | 6 Reihe  | 50 bhp (37 kW)         | 3200 mm  | Roadster 4 Sitze, Tourenwagen 7 Sitze, Cabriolet 2/4 Türen                |
| C-38        | 1920–1921   | 6 Reihe  | 55 bhp (40 kW)         | 2997 mm  | Roadster 2 Sitze, Tourenwagen 5 Sitze, Coupé 2 Türen, Limousine 4 Türen   |
| C-48        | 1920–1921   | 6 Reihe  | 51 bhp (37,5 kW)       | 3175 mm  | Tourenwagen 5/7 Sitze, Limousine 4 Türen, Pullman-Limousine 4 Türen       |
| A-44        | 1922        | 6 Reihe  | 48 bhp (35 kW)         | 3048 mm  | Roadster 2 Sitze, Tourenwagen 5 Sitze, Limousine 4 Türen                  |
| D-48        | 1922–1924   | 6 Reihe  | 51–52 bhp (37,5–38 kW) | 3175 mm  | Tourenwagen 7 Sitze, Limousine 4 Türen                                    |
| B-44        | 1923–1924   | 6 Reihe  | 56 bhp (41 kW)         | 3048 mm  | Tourenwagen 5 Sitze, Limousine 2/4 Türen                                  |
| H-44        | 1925        | 6 Reihe  | 56 bhp (41 kW)         | 3048 mm  | Tourenwagen 5 Sitze, Limousine 2/4 Türen                                  |
| H-60        | 1925        | 6 Reihe  | 48 bhp (35 kW)         | 3251 mm  | Limousine 4 Türen                                                         |